# Уш
Уш — правитель (энси) древнего шумерского города Умма, правивший в начале XXIV века до н. э. Чтение его имени условно.
Уш является первым известным из повествовательных источников правителем Уммы. При помощи Киша, под гегемонией которого находилась Умма (и формально, вероятно, Лагаш), Уш вторгся в пограничный район Лагаша Гуэдинну и захватил его. Пограничная стела Месилима, разделяющего эти два государства была разрушена. Не исключено, что область Гуэдинна до вмешательства Меселима принадлежала Умме.

«Бог Энлиль — царь всех стран, отец всех богов — своим истинным словом для богов Нингирсу и Шары границу установил. Месалим, царь города Киша, по повелению бога Иштарана (территорию) землемерной веревкой отмерил, на этом месте стелу установил. Уш, энси города Уммы, договор сильно исказил, эту стелу передвинул, на поле города Лагаша установил. Бог Нингирсу, герой Энлиля, своим справедливым словом сражение с городом Уммой начать приказал».— «Надпись Энтемены на "историческом конусе"»
Но вскоре, пришедший в Лагаше к власти Эанатум выступил против Уша и нанёс ему жесточайшее поражение. Уш понёс огромные по тем временам потери в 3600 воинов и, по-видимому, был убит в результате восстания вспыхнувшего в Умме после этого поражения.